# Cleocnemis rudolphi
Cleocnemis rudolphi là một loài nhện trong họ Philodromidae.
Loài này thuộc chi Cleocnemis. Cleocnemis rudolphi được Cândido Firmino de Mello-Leitão miêu tả năm 1943.